# Tamsalu (Suur-Randvere)
Koordinaten: 58° 17′ N, 22° 25′ O
Tamsalu war bis 2017 ein eigenständiges Dorf (estnisch küla) in der Landgemeinde Lääne-Saare im Kreis Saare auf der größten estnischen Insel Saaremaa, dann wurde es bei der Bildung der neuen Landgemeinde Saaremaa ein Teil des Dorfes Randvere, das dann in Suur-Randvere umbenannt wurde.
Das Dorf hat 28 Einwohner (Stand 1. Januar 2016). Seine Fläche beträgt 2,91 km².